# 圖像授權
圖像授權（image licensing）是博物館提供的一種服務項目，博物館透過授權程序提供數位圖像以供民眾使用。
通過取得圖像授權，使用者可依據授權內容作研究、教育、出版、商業性使用等用途。不同於圖像市場著重創造營收，博物館圖像多為典藏品之數位成像，除經濟價值之外還具有文化載體的特殊性，且隱含公益、平等性質之討論，如何平衡經濟與文化價值之間的利用，是博物館圖像授權政策的核心議題。
博物館圖像授權係建立在數位化、數位典藏的發展，衍伸後續權利保護、使用等。在數位時代中，圖像授權具有經濟潛力，透過各式用途能夠創造營收，也有推廣、知識分享的功能，對博物館和大眾而言具有益處，但也衍生了更多層次的著作權議題與相關困境。

## 發展
19世紀攝影技術發展，大英博物館（The British Museum）使用攝影取代繪畫記錄藏品圖像。Roger Fenton 在1853年成為大英博物館的官方攝影師，拍攝了大量藏品及展示情境的圖像，這些圖像後續被以不同的形式販售給大眾，此為博物館圖像記錄與圖像授權的起始。南肯辛頓博物館（South Kensington Museum）則是在1859年，推行了盡可能低價提供給公眾複製圖像的政策。並且除了出售複製的圖像之外，南肯辛頓博物館還向商業機構出售了複製圖像的許可權，與大英博物館同為圖像授權的先驅。隨著攝影技術成熟，將圖像應用在印刷品、明信片或是小裝飾品上的業務蓬勃發展。
21世紀數位化科技發展是圖像授權的重要轉折點，90年代起各國紛紛推動博物館藏品數位化的相關計畫，累積數量龐大的數位圖像資源。臺灣跟進世界的潮流，自2002年以降，推動兩期共10年的數位典藏國家型計畫，各典藏機構也因應計畫進行藏品數位化工作，透過數位資料建置的基礎，後續能夠以更多元的方式將資源進行學術研究和加值運用，而由於圖像資料所展生的著作權利問題，將它們提供給大眾使用乃仰賴授權機制。
綜合言之，最初博物館將典藏品進行數位化，其目的是為保存及典藏重要資產，隨著文化近用權的提倡，作為圖像生產者，博物館逐漸意識到數位化成果能打破時空限制，提高民眾近用文化資產之幫助。除了社會賦予的責任與期許，當代博物館面臨政府財政緊縮，普遍皆面臨需自籌經費的壓力與挑戰，數位典藏的圖像授權具有產值，對於許多博物館而言是維持營運，另闢收入的重要新途徑也是藏品應用的策略。隨著資訊科技改變資源傳遞及接觸的可能性，隨著網路成為博物館接觸大眾的重要媒介，圖像授權的服務也在不斷發展。

## 授權模式
傳統上，權利是由擁有權利的個人或是機構，為特定作品的特定用途受讓的，但是他們難以適應更深入的需求，為在一個有效的模式內運用，目前各國博物館已發展出不同的數位圖像授權管理模式，大致可以分為：
- 著作權仲介團體模式（The rights holder's collective model）

為了集體管理著作財產權，由著作相關權利人組成的團體。仲介團體接受相關權利人的委託，以團體名義向被授權人進行授權、收取費用，通常具有單一費用與擁有一套固定的標準授權條款。
- 仲介模式（The brokerage model）

由仲介商代理授權業務，並向授權人收取一定比例的行政管理費用，因不同的圖像授權個案之權利金不同，仲介商所收取的費用也會有所差異。
- 再授權模式（The rights reseller model）

授權人同意將其作品（數位圖像）授權給被授權人，而被授權人擁有再授權給第三人的權利，且通常不需要再諮詢原始權利所有者。
- 資料庫模式[10]（The consortium model）

博物館將數位圖像交由資料庫授權商加以管理及授權給資料庫的用戶使用。資料庫經營商替授權人（博物館）向被授權人收取費用，與監督資料之使用。

## 法律觀點
數位化時代，博物館之數位典藏涉及相當多的法律規範，整體而言包含進行數位化的法源基礎及數位化成果的法律地位保護，如智慧財產權、文化資產保護、民法契約、數位內容、資訊公開使用等，均是需謹慎因應的議題。而論及授權，即牽涉所受為何種權利的問題。有關圖像授權法律觀點的討論，在權利性質的部分，皆指向數位典藏圖像是否為《著作權法》中攝影著作討論，博物館是否擁有法律請求權基礎，其主要爭點則在於攝影著作「原創性」之判斷，及已經不受法律保護文物之數位圖像是否具攝影著作「原創性」，概分為以下兩點：
- 博物館數位化的圖像是否受到著作權保護
- 以隸屬公眾領域之數位化圖像授權之合理性

目前國內外文獻就相關法律問題有相當多的分析探討，針對議題在學說和實務之見解也有不同之處，整體而言仍然得視個案而定。

## 各國博物館圖像授權實例

### 阿姆斯特丹國家博物館
為了使更多的館藏能被看見進而利用，阿姆斯特丹國家博物館投注許多心力在館藏的數位化。該館於2013年全面開放網站上屬公眾領域館藏的數位圖像，供大眾自由取用，其圖像授權政策的決策過程及開放方式是博物館開放領域的經典案例。
原先館方希望以「創用CC 姓名標示」的授權方式開放，要求使用者使用者使用圖像時標示出處，但是合作的Europeana等相關基金會認為應該讓數位化後的作品仍維持公眾領域狀態。最後以「公眾領域宣告」釋出，並在詮釋資料裡清楚標示出作品的創作年代及公眾領域法律地位。

### 國立故宮博物院
國立故宮博物院在政府計畫、資金的支持及執行之下，有相當豐碩的館藏數位化成果，為國內圖像授權的重要參與者。其圖像授權業務採取由院內直接授權模式經營，由文創行銷處授權科負責，申請人若有授權需求依照「國立故宮博物院藏品圖像授權及出版授權利用辦法」填具申請表及授權切結書，經同意後可取得圖片資料，並標示「國立故宮博物院藏品」使用（含營利或非營利使用）。
現邁入數位化的成熟擴展期，同時因應政府資料開放之政策，故宮於2017年起開放部分藏品圖像於官網「OPEN DATA」免費圖檔專區，供民眾免費自由下載使用。相關規範均依「政府資料開放授權條款1.0版」及「CC BY 4.0」辦理。

## 外部連接
- 國立故宮博物院-OPEN DATA （页面存档备份，存于）
- 創用CC 姓名標示 （页面存档备份，存于）
- 政府資料開放授權條款 （页面存档备份，存于）